# Бел Кауфман
Бела „Бел“ Кауфман (на английски: Bella „Bel“ Kaufman) е руско-американска професорка и писателка.

## Биография
Бел Кауфман е родена в Берлин, Германия, на 10 май 1911 г., където баща ѝ учи медицина. Въпреки че е родена в Германия, родният и език е руски, тя израства в Одеса (Украйна, тогава част от Руската империя). Като дете Бел Кауфман публикува първата си поема, озаглавена „Пролет“, в oдеското списание „Малки звънчета“.
Емигрира в САЩ (Ню Йорк) през 1923 г. на 12-годишна възраст с родителите си. На 18 години се записва в Хънтър Колидж в Ню Йорк, където получава бакалавърска степен. След това следва магистърска степен в Колумбийския университет. След завършването си започва работа като учител в различни нюйоркски училища.
През 1965 г. Кауфман публикува романа „Нагоре по стълбата, която води надолу“ (на английски: Up the Down staircase). Това е роман за току-що завършил млад колежанин, който става учител по английски език в Ню Йорк; базиран е на личното преживяване на Кауфман. „Нагоре по стълбата, която води надолу“ постига в огромен успех, запазвайки място в класацията на бестселъри за 64 седмици. През 1967 г. по-книгата се създава филм със същото име.
През 1979 Кауфман публикувала втори роман „Любов и така нататък...“. Оттогава е написала множество кратки истории. Продължила развитието си като учител и лектор.

## Избрана библиография
- Up the Down Staircase (1964)
- Love, etc. (1979)